# Аркалык

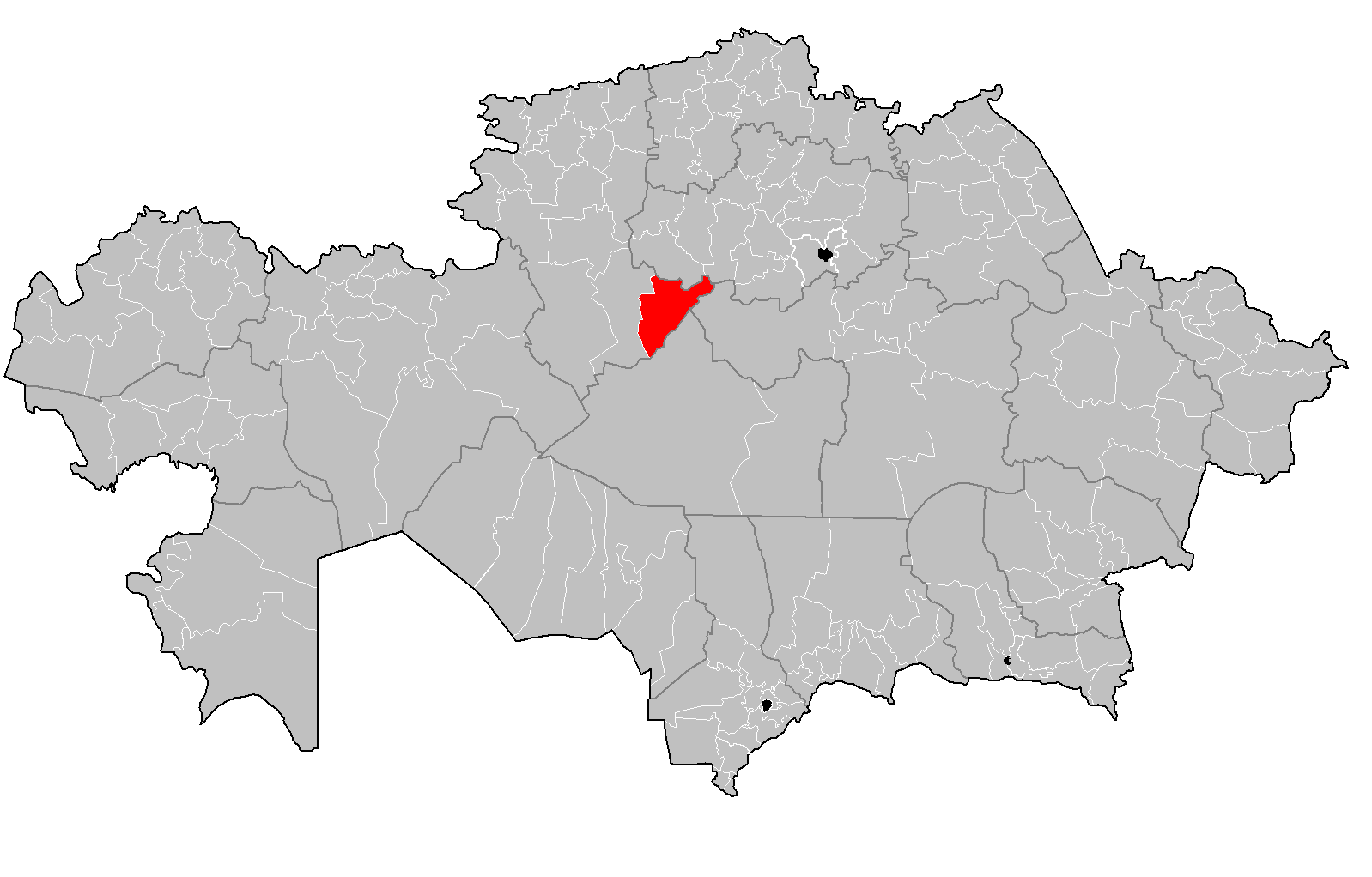
Город областного подчинения Аркалык с подчинённой территорией на карте Казахстана

Аркалы́к (каз. Арқалық/Arqalyq) — город областного подчинения в Костанайской области Казахстана, ранее центр Тургайской области. Основан в 1956 году, статус города приобрёл в 1965 году. Расстояние от города Аркалыка до областного центра Костаная — 454 км, до Астаны — 611 км.
Площадь земель города с подчинёнными городской администрации (городскому акимату) сельскими населёнными пунктами составляет 15 587 км².

## История
Аркалык был основан в 1956 году, как посёлок геологов и строителей. Своим рождением он обязан открытию здесь в послевоенные годы залежей бокситов (сырья для производства алюминия). 17 мая 1956 года было принято совместное постановление ЦК КПСС и Совета Министров СССР, в котором отдельной строкой было вписано: «На базе Амангельдинского месторождения бокситов построить и ввести в эксплуатацию Торгайские бокситовые рудники». В 1960-е годы Аркалык был объявлен Всесоюзной ударной комсомольской стройкой, сюда стала стекаться молодёжь со всего СССР. В 1965 году Аркалык получил статус города, в 1970 году стал центром вновь созданной Тургайской области.
В 1980-е годы город достиг своего расцвета: здесь работали мясокомбинат, птицефабрика, молокозавод, элеватор, керамическая фабрика, швейная фабрика, завод радиодеталей, начато строительство авиамоторного завода; тургайское бокситовое рудоуправление (ТБРУ) добывало до 20 % бокситовой руды в СССР. Но, несмотря на успехи промышленного производства, экономика Тургайской области отставала в развитии от других регионов Казахстана, так как на 90 % была аграрного направления. Область постоянно требовала дотаций из республиканского бюджета, поэтому в июне 1988 года она была упразднена, а её площадь поделена между Кустанайской и Акмолинской областями. Из города, переставшего быть областным центром, была вывезена часть инфраструктуры (например, областная радиостанция), заморожен ряд перспективных промышленных объектов.
В 1989 году активными жителями Аркалыка был образован оргкомитет по восстановлению Тургайской области, благодаря обращению которого к руководству республики в августе 1990 года Тургайская область была образована вновь, Аркалык снова стал областным центром.
Упадок города начался в 1993—1994 годах: производство пошло на спад, начался отток населения в другие области Казахстана, а также в Россию и Германию. Если в 1991 году численность населения составляла 65 тыс. чел., то в 1999 — 61 тыс. чел., а к середине 2000-х упала до 40 тыс. чел. Нарушилась работа коммунальных служб: повседневным явлением стали длительные перебои с электроэнергией, отоплением и водоснабжением. В 1997 году Тургайская область была упразднена вторично, и её земли снова отошли в подчинение соседних областей.
Ряд микрорайонов города (7-й, 9-й и, частично, 6-й) были полностью заброшены в 2000-е. Вообще это был сложный процесс, полная оптимизация закончилась именно в 2000—2001 гг. Предприимчивые бизнесмены из других регионов Казахстана разобрали часть домов и вывезли строительные материалы.
На рубеже XX и XXI веков местными властями была проведена кампания по переселению оставшихся жителей из микрорайонов в компактно очерченный центр города, что позволило снизить расходы на поддержание коммуникаций и значительно повысить надёжность обеспечения населения водой, отоплением, электроэнергией и газом.

### Аркалык сегодня
В настоящее время[когда?]

 город Аркалык входит в перечень депрессивных городов Казахстана с очень высоким уровнем безработицы.
Промышленность в городе практически отсутствует, за исключением предприятий, поддерживающих жизнеобеспечение города, и Торгайского бокситового рудоуправления, входящего в структуру АО «Алюминий Казахстана». Вся добытая здесь бокситовая руда отправляется на алюминиевые заводы в Павлодар и другие регионы.
Создать алюминиевый завод в самом Аркалыке сложно из-за отсутствия здесь необходимых для этого мощных источников воды и электричества.

### Возможные перспективы
Перспективы Аркалыка двойственны. С одной стороны, градообразующее предприятие — бокситовое рудоуправление — в ближайшие 15-20 лет исчерпает месторождение и здесь будет возможна добыча лишь огнеупорной глины. С другой стороны, в области имеется ряд месторождений других полезных ископаемых:
- Жана-Аркалыкское месторождение свинца с неглубоким залеганием (до 50 метров);
- Акжальское месторождение нефритоидов (облицовочного и ювелирного сырья);
- Акбулакское месторождение белых мраморов;
- Агыржальское месторождение чёрных мраморов;
- Жана-Аркалыкское месторождение лечебно-столовых минеральных вод.

Таким образом, при вложении средств и налаживании разработок этих месторождений возможно
экономическое и социальное возрождение региона, значительное развитие города и рост численности населения.
Решена проблема транспортной изолированности города, оставшаяся ещё с советских времён. В 2014 году тупиковая железнодорожная линия Есиль — Аркалык продолжена на юг на 215 км до станции Шубарколь, расположенной на трассе Жезказган — Караганда. Теперь уголь с знаменитого Шубаркольского разреза через Аркалык прямиком отправляется на север в Россию, Прибалтику, Финляндию. В месяц через станцию Аркалык проходит более 5,5 тысячи вагонов угля (три состава в день), что составляет около четырёх миллионов тонн груза (2016). В связи с доступностью угля появилась возможность заменить дорогой мазут для отопления города на уголь. Проектируется строительство ТЭЦ.
По линии Аркалык — Шубарколь также открыто движение пассажирских поездов (4 часа пути).

## Население
Численность населения города с подчинённой территорией составляла 40 813 человек (по состоянию на 1 января 2010 года), в том числе собственно города Аркалык — 24 940 человек. На начало 2023 года население города в составе территории городского акимата составляло 38 436 человек.
В 1989 году численность население города с подчинёнными населёнными пунктами составляла 62 367 человек. К 2006 году она сократилась до 42 тыс. чел. (в том числе: непосредственно город — 26 тыс. чел., входящие в городскую черту 14 сёл и 3 сельских округа — 16 тыс. чел.).
Динамика численности города Аркалык c подчинёнными территориями:
| Год        | Население |
| ---------- | --------- |
| 1959       | 3 609     |
| 1970       | 15 108    |
| 1979       | 47 693    |
| 1989       | 62 367    |
| 1999       | 46 084    |
| 2010       | 40 813    |
| 2011       | 40 555    |
| 2013       | 41 036    |
| 2014       | 41 658    |
| 2015       | 41 885    |
| 2016       | 42 438    |
| 2018       | 41 354    |
| 2019       | 41 371    |
| 2020       | 42 007    |
| 2021       | 44 817    |
| 10.01.2022 | 44 954    |

Национальный состав (на начало 2023 года):
- казахи — 30 653 чел. (79,75 %)
- русские — 3979 чел. (10,35 %)
- украинцы — 1191 чел. (3,10 %)
- татары — 595 чел. (1,55 %)
- белорусы — 375 чел. (0,98 %)
- немцы — 279 чел. (0,73 %)
- башкиры — 226 чел. (0,59 %)
- молдаване — 217 чел. (0,56 %)
- азербайджанцы — 169 чел. (0,44 %)
- другие — 752 чел. (1,96 %)
- Всего — 38 436 чел. (100,00 %)

## Административное деление

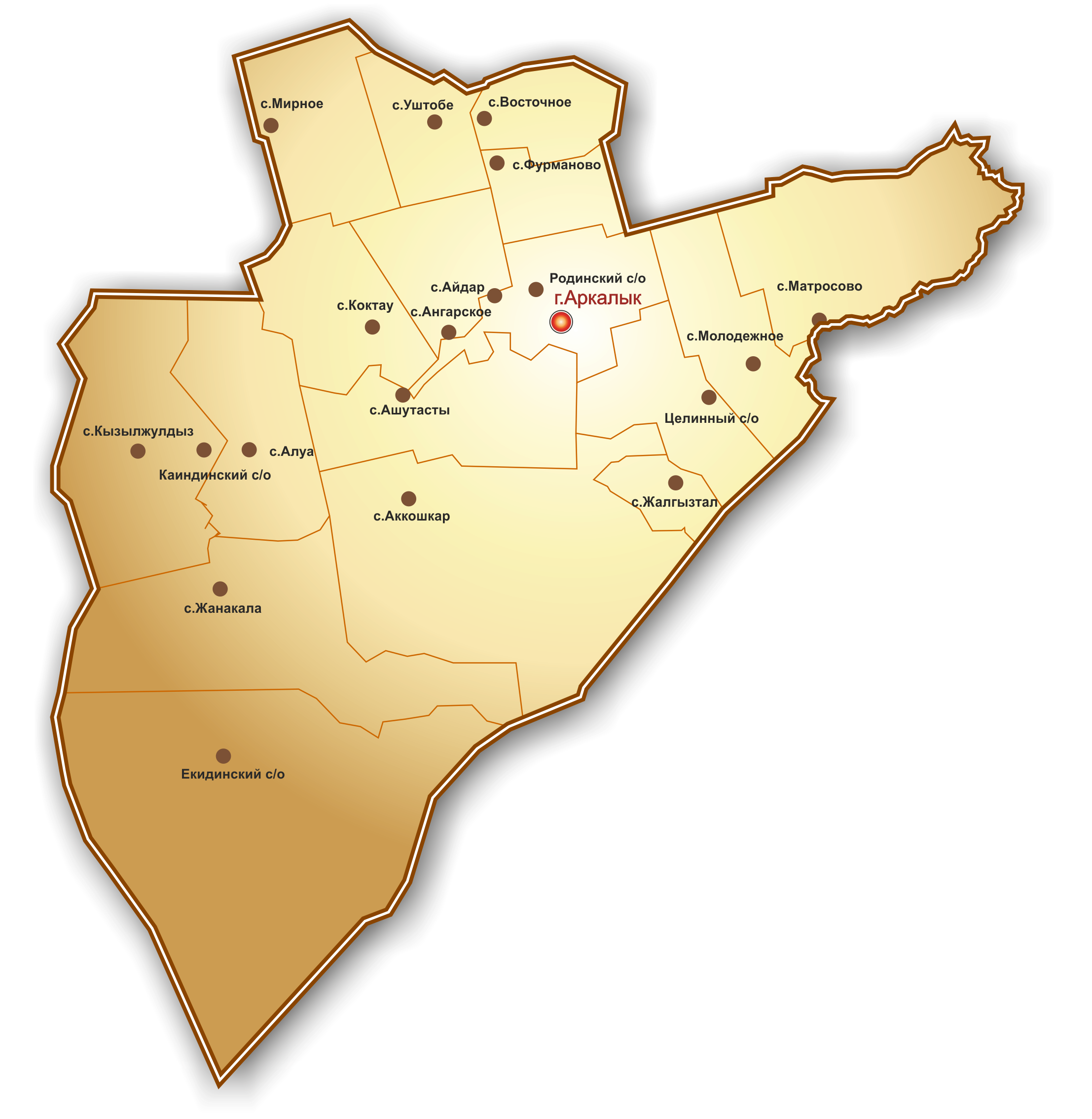
Карта Аркалыкской городской администрации

Глава города — аким. С июня 2021 года — Асанов Амирхан Биркенович.
В состав города входит 19 сельских населённых пунктов, в том числе:
- 14 сёл: Аккошкар, Ангарское, Ашутасты, Восточное, Екидин, Жанакала, Жалгызтал, Коктау, Матросово, Мирное, Молодёжное, Уштобе, Фурманово, Целинное;
- 2 сельских округа: Кайындинский (сёла Кайынды, Кызылжулдуз и Алуа) и Родинский (сёла Родина и Айдар).

### Микрорайоны города
- 1-й микрорайон
- 2-й микрорайон
- 3-й микрорайон
- 4-й микрорайон
- 5-й микрорайон
- 6-й микрорайон (частично не жилой)
- 7-й микрорайон (не жилой)
- 8-й микрорайон (не жилой)
- 9-й микрорайон (не жилой)
- Микрорайон Дорожник (Бедняцкий)
- Микрорайон Молодёжный
- Посёлок Дачный (Камыши)
- Посёлок Новый (Нахаловка)
- Село Родина
- Посёлок Олимпийский
- Посёлок Западный (Водстрой)
- Посёлок Северный
- Посёлок Нефтебаза
- Посёлок Сельстрой (Шан-Хай)
- Село Акбидай
- Посёлок Автомобилист (частью не жилой)

## Транспорт
Станция Аркалык связана железнодорожным сообщением с областным центром — Костанаем, а также с пос. Шубарколь Карагандинской области. Автодорога Костанай — Аркалык асфальтированная, но находится в сильно разбитом состоянии, в 2012 году частично отремонтирована. Автодорога Жезказган — Аркалык грунтовая, в сырую погоду сильно размокает и становится труднопроходимой даже для грузового транспорта.
Имеется аэропорт (расположен в 6 км к северо-востоку от города), способный принимать самолёты класса Ту-154, Ту-134 и т. п.; в советское время отсюда выполнялись авиарейсы во многие города Казахстана и Москву, однако с 1998 года аэропорт заброшен и используется лишь эпизодически как посадочная площадка для вертолётов во время поисково-спасательного обеспечения посадок пилотируемых космических кораблей.
14 марта 2025 года президент страны Касым-ЖомартТокаев поручил правительству приступить к строительству автодороги от Астаны через Аркалык к международному Транскаспийскому транспортному маршруту; и сообщил, что новая магистраль сократит путь между центральными и западными регионами страны на 560 км, также проект придаст импульс развитию всего Тургайского региона. Одновременно глава государства сообщил, что в городе следует восстановить аэропорт и построить новый аэровокзальный комплекс. Всё это укрепит транспортную связанность страны и будет способствовать освоению сельхозземель и развитию животноводства в Центральном Казахстане.
Городские автобусные маршруты
| № | Маршрут                                                                |
| - | ---------------------------------------------------------------------- |
| 1 | ж/д Вокзал — пос. Бедняцкий — дачи «Север-2» — дачи «Север-1» (летний) |
| 2 | ж/д Вокзал — пос. Олимпийский                                          |
| 3 | ж/д Вокзал — пос. Акбидай                                              |
| 4 | ж/д Вокзал — пос. Северный — пос. Западный                             |

## Экономика
- Филиал АО «Алюминий Казахстана» ТБРу (Торгайский бокситовый рудник), градообразующее предприятие (предприятие закрыто с февраля 2020 года)
- ТОО «Торгайский элеватор»
- Строительная предприятие ТОО «Алюминстрой»
- Аркалыкская швейная фабрика (не работает, здание частично разобрано)
- Аркалыкская птицефабрика ТОО «Агроинтерптица» (запущена в 2009 году)
- ТОО «Армаш»
- Филиал АО «Казвторчермет»
- Асфальтобетонный завод
- Щебёночная фабрика
- Молокозавод ТОО «Сары-Май» (перестроен в 2012 году в торговый центр «Аркалык», включающем гостиницу и ресторан)
- Хлебокомбинат (не работает, здание законсервировано)
- Аркалыкский рыбоконсервный завод (не работает, здание законсервировано)
- Аркалыкский ликёро-водочный завод ТОО «Сусын» (не работает)
- ТОО «Аркалыкская продовольственная компания»
- ГКП «Аркалыкская теплоэнергетическая компания»
- ТОО «Iскер-Арқалық»
- ТОО «Тазарту-Аркалык»
- ГКП «Костанайюжэлектросервис»
- ТОО "Компания «Торгай Строй»
- ТОО «Аркалык ремсервис» (открыто в 2020 году на базе ТБРу)

## Рынки
- «Центральный рынок»
- Рынок «Омка»
- «Коммунальный рынок»
- Рынок «Шынгысхан» (5-й базар)

## СМИ

### Газеты
- «Арқалық хабары»
- «Торғай»

### Телевидение
- «Аркалыкское местное телевидение»
- «KOSTANAY» (частично)
- «Казахстан»
- «Хабар»
- «Первый канал Евразия»
- «КТК»
- «24 KZ»

### Радиовещание
- «Казахское радио» (105,7 Мгц)
- «Европа плюс» (103,6 Мгц)
- «Русское радио» (105,2 Мгц)

## Телекоммуникации

### Сотовая связь
Kcell/activ, Beeline, Tele2/Altel.

### Глобальная сеть
- Основной интернет-провайдер — АО «Казахтелеком» с торговыми марками Megaline (ADSL)

## Спортивные объекты
- Спорткомплекс «Кайрат»
- Стадион «Жигер»
- Аркалыкский ипподром в 10 км от города

## Торговые и торгово-развлекательные центры
- ТРЦ «Балажан»
- ТЦ «Аркалык»
- ТЦ «Ажар mall» (бывший «Сымбат» или «Дом быта»)
- ТРЦ "Torgay Plaza"

## Гостиницы
- Гостиница «Арай» (с 2017 года преобразована в медицинский центр «Жануя»)
- Гостиница «Сайора»
- Гостиница «Аркалык»
- Гостиница «Арсенал»

## Банки
- Филиал АО «Народный сберегательный банк Казахстана»
- Филиал АО «Евразийский Банк»

## Медицина
- Аркалыкская региональная больница
- Аркалыкская региональная поликлиника
- Аркалыкский городской родильный дом
- Аркалыкская региональная противотуберкулёзная больница (бывшая областная детская больница)
- Специализированный дом ребёнка города Аркалыка
- Аркалыкская городская станция скорой неотложной медицинской помощи
- Аркалыкский городской кожно-венерологический диспансер
- Аркалыкский городской психоневрологический диспансер
- Аркалыкский городской центр по профилактике и борьбе со СПИДом

## Учебные заведения
- Аркалыкский государственный педагогический институт им. И. Алтынсарина
- Торгайский гуманитарный колледж им. Н. Кулжановых
- Аркалыкский медицинский колледж
- Аркалыкский колледж экономики и права Казпотребсоюза. С июля 2012 г. Аркалыкский многопрофильный колледж Казпотребсоюза
- Средняя школа № 1 им. Ч. Валиханова
- Средняя школа № 2 им. Ф. Э. Дзержинского
- Средняя школа № 3 им. Майлина
- Средняя школа № 4 им. Кейки батыра
- Средняя школа № 5 им. М. Ауэзова
- Средняя школа № 6 им. А. Кунанбаева
- Средняя школа № 8
- Средняя школа № 10
- Гимназия им. И. Алтынсарина
- Межшкольный учебно-производственный комбинат (МУПК) создан в 1976 году. С 1995 года переименован в среднюю техническую школу (СТШ)(закрыта). С 2005 г. Межшкольный учебно-производственный комбинат (МУПК)
- Аркалыкский политехнический колледж

В городе Аркалыке существовали также СШ № 7, 9 и 11, которые в 2000—2001 годах были закрыты и теперь разрушены из-за оптимизации микрорайонов.

## Объекты культуры
- КГУ «Областная универсальная научная библиотека № 2»
- КГКП «Аркалыкский казахский театр юного зрителя» (бывший ДК «Строитель»)
- ГУ «Областной музей истории Степного края»
- Аркалыкский дворец культуры (бывший ДК «Горняк»)
- Детский юношеский центр «Жас Улан» (бывший ДК «Пионеров»)
- Кинотеатр А. Боранбаева (бывший «50 лет Октября» и «Мерей»)
- Кинотеатр «Казахстан» (не работает)

## Достопримечательности
- памятник А. Иманову (пл. перед акиматом)
- памятник В. И. Ленину (на территории КЮЭС, а также возле Музея истории степного края) (Снесли)
- памятник Ч. Валиханову (на территории СШ № 1)
- памятник степному батыру, Кейки батыру (пл. перед музеем)
- памятник степному батыру, Шакшаку Жанибеку (пл. перед театром юного зрителя)
- памятник Толек Жауке батыру (пл. перед ж/д вокзалом)
- памятник А. Байтурсынову (пл. перед рынком «Омка»)
- памятник А. Джангильдину и А. Иманову (пл. перед музеем)
- первый ковш добытого боксита (пл. перед музеем)
- космическая капсула первого космического туриста Д. Тито (пл. перед музеем) (сильно пострадавшая от мародёров)
- комплекс памятников степным животным (кольцо напротив «кооператора»)

## Религия
- Аркалыкская мечеть
- Аркалыкская церковь Святой Троицы
- Аркалыкская Баптистская церковь- "Надежда" (6 мкр. Жанибека 116)
- Римско-католический приход
- Аркалыкская Евангельская церковь «Новая жизнь»

## Природа
Окрестные земли представляют собой холмистую местность с высотами 320—360 м, к северу от города до 390 м.
В радиусе 6 км от города расположены обширные горные выработки (связанные с добычей бокситовой руды) глубиной 20—50 м.
Естественных водоёмов практически нет, за исключением двух пересыхающих малых рек Акжар (в северной части города) и Аркалыксай (в южной части города), протекающих с востока на запад.

## Главы
Председатели Аркалыкского исполнительного комитета с 1965 по 1992 годы
1. Кожуков, Шаймерден 1965—1967
2. Назаров, Наби Маженович 1967—1968
3. Марченко, Василий Андреевич 1968—1970
4. Коротконожин, Анатолий Леонтьевич 1970—1974
5. Жакселеков, Ермек Жамшитович 1974—1976
6. Жуламанов, Габдесалям Даскеевич 1976—1980
7. Аубакиров, Ермек Жамшитович 1980—1988
8. Джалалов, Анатолий Михайлович 1988—1990

Акимы
1. Мейстер, Виктор Викторович (1990—1992)
2. Мусабаев, Абай Кусаинович (1992—1993)
3. Мустафин, Марат Каримович (1993—1996)[9]
4. Болепова, Бахытжан Акановна (1996—1998)
5. Ахметов Сабыржан Ахметович[10] (1998—2000)[11]
6. Тубекбаев Жомарт Тубекбаевич (2000 — 16 марта 2005)
7. Наметов Жанат Иосифович (23.03.2005 — 2006)
8. Мухитбеков, Амангельды Нурхамитович (2006—2009)
9. Тулеубаев, Темиржан Тулеубаевич (2009 — май 2012)
10. Абдыгалиев, Берик Бахытович (май 2012—2013)
11. Габдулин Канат Мырзагалиевич (03.2013—11.2013)[12]
12. Бекмухамедов Газиз Ерболатович (1 июля 2013—2016)
13. Балгарин Амантай Какимбекович (с 5 июля 2016 — июль 2018[13])
14. Кузенбаев Эльдар Конысбайулы (с 4 июля 2018 — сентябрь 2019[14])
15. Абишев Кайрат Тынымбаевич (с сентября 2019 по май 2021)
16. Асанов Амирхан Биркенович(с 5 мая 2021[15])

## Города-побратимы
- Байконур, Казахстан
- Эгер, Венгрия

## Природные богатства Аркалыкского региона
В районе города Аркалыка находится 6 месторождений бокситов для алюминиевой промышленности: Аркалыкское, Нижне-Ашутское, Уштобинское, Северное, Верхне-Ашутское и Актасское. К этим же месторождениям приурочены классы огнеупорных глин. Кроме того, в бокситах, в качестве попутного компонента присутствует галлий, расчётные запасы которого составляют 761 килограмм.
В 5 километрах от города находится разведываемое Жана-Аркалыкское проявление свинца. В качестве попутных составляющих в этой руде присутствует иттрий, золото, серебро, олово и другие элементы. По прогнозам, запасы Жана-Аркалыкского месторождения оцениваются в 6 миллионов тонн свинца. В этом же районе расположено 37 месторождений общераспространённых полезных ископаемых. В том числе: 28 — кирпичного сырьевого, 4 — строительного камня, 5 — строительного песка.
В 100 километрах от города находится Акжалское месторождение нефритов, на котором с 1997 года ведётся добыча декоративно-облицовочных камней. В пределах 70—100 километров от города расположены Акбулакское проявление белых мраморов с запасом 3—6 миллиона м³ и Агыржалское проявление чёрных мраморов с запасами порядка 8 млн м³.